# Lárnakai nemzetközi repülőtér
A Lárnakai nemzetközi repülőtér (IATA: LCA, ICAO: LCLK) Ciprus szigetén található, a Ciprusi Köztársaság területén. 2017-ben 7 734 290 utas fordult meg a repülőtéren.

## légitársaságok és uticélok

### Személy
- 2017-ben 7 734 290 utas

### Teher
| Légitársaság          | Célállomások                             |
| --------------------- | ---------------------------------------- |
| ASL Airlines Belgium  | Athén, Bergamo, Liège                    |
| Bluebird Nordic       | Athén                                    |
| CAL Cargo Air Lines   | Liège, New York–JFK, Tel Aviv–Ben Gurion |
| Royal Jordanian Cargo | Amman–Queen Alia, Athén                  |
| Swiftair              | Athén, Madrid                            |

## Forgalom
Az utasforgalom az elmúlt években az alábbi módon változott:
| Utasok száma | 4 927 986 | 5 488 319 | 5 367 994 | 5 507 552 | 4 863 577 | 5 321 235 | 7 728 687 | 8 062 043 | 1 679 807 | 6 037 053 |
|              | 2006      | 2008      | 2010      | 2011      | 2013      | 2015      | 2017      | 2018      | 2020      | 2022      |